# Jean Graczyk
Jean Philippe Graczyk, född den 26 maj 1933 i Neuvy-sur-Barangeon, död den 27 juni 2004 i Vignoux-sur-Barangeon, var en fransk landsvägscyklist som vann poängtävlingen i Tour de France 1958 och 1960, samt fem etapper i vardera touren och Vuelta a España under karriären. 1960 blev han slutsegrare i den inofficiella (blivande) världscupen Super Prestige Pernod. Som amatör ingick han i det franska lag som blev silvermedaljörer i lagförföljelselopp vid Olympiska spelen 1956 och året därpå blev han professionell.
Graczyk föddes av polska föräldrar och blev fransk medborgare 1949.

## Meriter

### Amatör
1956
 2:a i lagförföljelselopp vid Olympiska spelen

### Professionell
| 1957 Vinnare totalt av Tour des Provinces du Sud-Est Vinnare av poängtävlingen Vinnare av etapperna 2 och 4 1958 Vinnare av poängtävlingen i Tour de France Vinnare av etapp 13b i Vuelta a España 2:a i Paris–Valenciennes 5:a i Genua–Nice 7:a totalt i Critérium du Dauphiné Libéré Vinnare av poängtävlingen Vinnare av etapp 6 1959 Vinnare totalt av Paris–Nice–Rom Vinnare av etapp 5 i Tour de France 3:a i Critérium National de la Route 1960 Vinnare av Super Prestige Pernod Vinnare av poängtävlingen i Tour de France Vinnare av etapperna 4, 12, 17 och 21 Vinnare av Critérium National de la Route Vinnare av etapp 7 i Paris–Nice Vinnare av etapp 3 i Giro di Sardegna 2:a i Ronde van Vlaanderen 2:a i Milano-Sanremo 3:a i Paris-Bryssel 4:a i Trophée Stan Ockers 4:a i Sassari–Cagliari 5:a i Liège–Bastogne–Liège 5:a i Circuit de l'Aulne | 1961 Vinnare av Roma–Napoli–Roma Vinnare av etapp 2a i Critérium du Dauphiné Libéré 2:a i Flèche Wallonne 4:a i Paris-Bryssel 7:a i Ronde van Vlaanderen 1962 Vinnare av etapperna 6, 13, 15 och 16 i Vuelta a España Vinnare av etapp 1 i Paris–Nice 2:a totalt i Tour du Var 10:a i Critérium National de la Route 1963 Vinnare av etapperna 1a och 1b i Volta a Catalunya Vinnare av etapp 1 i Tour du Sud-Est Vinnare av GP de Monaco 5:a i Genua–Nice 8:a i Milano-Sanremo 1964 2:a i Genua–Nice 6:a i Milano-Sanremo 7:a i Bordeaux–Paris 1965 3:a i GP Algnero 1966 2:a i Paris-Camembert |